# إيدار كريستيانسن
إيدار كريستيانسن (بالنرويجية البوكمول: Idar Kristiansen)‏ هو كاتب وشاعر نرويجي، ولد في 1932 في Honningsvåg ‏ في النرويج، وتوفي في 1985.

## وصلات خارجية
- إيدار كريستيانسن على موقع IMDb (الإنجليزية)